# ナショナル・ボード・オブ・レビュー賞 (1940年)
第12回ナショナル・ボード・オブ・レビュー賞は1940年12月22日に発表された。

## 受賞一覧

### 作品賞(トップ10）
- 『怒りの葡萄』 The Grapes of Wrath
  - 『独裁者』 The Great Dictator
  - 『廿日鼠と人間』 Of Mice and Men
  - 『我等の町』 Our Town
  - 『ファンタジア』 Fantasia
  - 『果てなき航路』 The Long Voyage Home
  - 『海外特派員』 Foreign Correspondent
  - 『僕の愛犬』 The Biscuit Eater
  - 『風と共に去りぬ』 Gone with the Wind
  - 『レベッカ』 Rebecca

### 外国語映画賞
- La femme du boulanger フランス

### ドキュメンタリー映画賞
- The Fight for Life

### 最優秀演技賞
- ジェーン・ブライアン - 『静かなる抵抗』
- チャールズ・チャップリン - 『独裁者』
- ベティ・フィールド - 『廿日鼠と人間』
- ジェーン・ダーウェル - 『怒りの葡萄』
- ヘンリー・フォンダ - 『怒りの葡萄』、『地獄への逆襲』
- ジョーン・フォンテイン - 『レベッカ』
- グリア・ガースン - 『高慢と偏見』
- ウィリアム・ホールデン - 『我等の町』
- ヴィヴィアン・リー - 『風と共に去りぬ』、『哀愁』
- トーマス・ミッチェル - 『果てなき航路』
- レイミュ - La femme du boulanger
- ラルフ・リチャードソン - The Fugative
- フローラ・ロブソン - 『静かなる抵抗』
- ジンジャー・ロジャース - 『桜草の丘』
- ジョージ・サンダース - 『レベッカ』
- マーサ・スコット - 『我等の町』
- ジェームズ・ステュアート - 『桃色の店』
- コンラート・ファイト - Escape

## 参考
1. ↑  “1940 Award Winners”. 2013年10月19日閲覧。